# 大村沙亜子
大村 沙亜子（おおむら さあこ、1991年8月29日 - ）は沖縄県出身の舞台女優。

## 経歴
- 2007年9月17日「アミューズ30周年記念オーディション」で応募者65368人の中から審査員特別賞を受賞。
- 2009年現在、浦添市の「鼓衆若太陽」と「浦添ゆいゆいキッズシアター」に在籍しながら、地元主催のドラマフェスティバルや舞台に出演中。同時にアミューズでデビューに向けてレッスンしていた。
- 2010年3月公開の舞台AMUSE produce「君の席は、僕の席」でデビュー。
- 2014年3月末をもってアミューズから劇団SETへ移籍。
- 2016年末で劇団SETを退社し、役者活動を休止することを発表した[1]。

## 舞台
- AMUSE produce「君の席は、僕の席」（2010年）
- 『Sing for the Future and Dance for the Future』（2010年）
- マチト・トリップ (2013年)
- タイセキ (2014年)
- 「サバイブ」(2014年)
- 「恋の骨折り損」(2016年)

## テレビドラマ
- 怪物くん（日本テレビ）（2010年）
- THE QUIZ（日本テレビ）（2012年） - 惣家愛美 役

### ネット配信
- AKBホラーナイト アドレナリンの夜 第38話「見知らぬ家族」（2016年2月18日、ビデオパス・テレ朝動画）

## 人物
- 特技は琉球和太鼓（エイサーなど）、ダンス（主にHIP HOP）
- 趣味は音楽鑑賞、映画鑑賞
- 福岡ソフトバンクホークスの又吉克樹投手および元琉球ブルーオーシャンズの又吉亮文投手は従兄弟にあたる。